# Pichou
Le pichou (aussi appelé soulier mou et soulier d'orignal, et anciennement soulier sauvage) était une chaussure artisanale de type mocassin portée en Amérique du Nord,.

## Histoire du mot
Le linguiste Gabriel Martin a documenté l'histoire du mot pichou en français du Québec. Selon lui, le mot provient de langues algonquiennes, dont l'ojibwé et l'innu. Il rattache cet autochtonisme à l'étymon lointain *pešiwa, une racine proto-algonquienne qui signifie « lynx ».
Le linguiste explique qu'au XVIIIe siècle, les voyageurs francophones de la Nouvelle-France désignaient comme un pichou ou un pichiou le lynx et sa fourrure, en établissant une distinction entre le pichou du Nord (Lynx canadensis) et le pichou du Sud (Lynx rufus). Au XIXe siècle, le sens du mot a évolué au Québec pour devenir informel et dépréciatif, vraisemblablement en référence à l'animal, comme dans l'expression laid comme un pichou qui signifie très laid. Puis, au début du XXe siècle, le terme a été associé à la chaussure traditionnelle d'hiver, semble-t-il parce qu'elle évoquait les pattes du lynx, à cause de sa légèreté et du fait qu'elle permet de marcher efficacement sur la neige. Finalement, selon une enquête menée par le linguiste, le sens a été étendu pour inclure différents types de chaussures souples et confortables, tels que le chausson pour bébé, la pantoufle, le couvre-chaussure et la ballerine.
Sur la base de la documentation du Trésor de la langue française au Québec, le dictionnaire Usito fait remonter pichou à 1709. Sur la base de la même documentation, Martin le fait plutôt remonter à 1701 sous la graphie pychou. Il relève aussi la graphie pichou dans une retranscription de 1703 d'un document de 1701 de Bibliothèque et Archives nationales du Québec.

## Histoire de la chaussure
En référence à la chaussure traditionnelle, le nom pichou est reconnu comme un terme d'ethnologie. Le pichou traditionnel était fait d'une pièce en cuir d'orignal, de caribou ou de bœuf,. La pièce de cuir était habituellement cousue sur le dessus du pied et elle était refermée au moyen d'un lacet sur la jambe,.
Les pichous se portaient avec plusieurs chaussettes, surtout à l'extérieur, pour marcher dans la neige ou pour chausser des raquettes à neige. Le pichou a progressivement évolué pour devenir une chaussure sport d'intérieur appelée patte d'ours. Comme le pichou, la patte d'ours est légère et souple, mais elle est aussi munie de doublure isolante, de semelle, d'œillets et de garniture de fourrure ou de franges.
La Course des pichous a été nommée en allusion à la chaussure hivernale. Cette course à pied de 15 km –qui admet les coureurs et les marcheurs– se déroule chaque année vers la fin de l'hiver, en mars, dans la région du Saguenay–Lac-Saint-Jean.